# EC Comics
EC Comics  (kurz für „Educational Comics“ bzw. „Entertaining Comics“) war ein New Yorker Comicverlag, der sich in den 1940er und 1950er Jahren auf das Horror- und Crime-Genre spezialisierte und unter anderem die Serie Tales from the Crypt (Geschichten aus der Gruft) herausbrachte, die in Film- und Fernsehserien umgesetzt wurde. Etliche dieser Werke wurden nach Maßgaben des Comics Code zensiert, so dass sich der Verlag ab 1956 auf die Herausgabe des Comic-Magazins MAD konzentrierte.

## Entwicklung
Maxwell Charles Gaines, gründete 1945 den Verlag „Educational Comics“, um illustrierte Bibelgeschichten zu veröffentlichen. Die Picture Stories from the Bible wurden zum Grundstein für EC Comics, die in ihren Anfängen erbaulich-gute Jugendliteratur repräsentierten. In den Jahren 1946–1947 folgten einige Funnies, lustige Kindercomics mit sprechenden Tieren wie Dunny The Flying Donkey, Smoky The Snake, Korky Kangaroo oder Freddy Firefly. Die Serien hatten die Titel Tiny Tot Comics, Land of the Lost, Animal Fables, Dandy und Fat and Slat. Diese Ausrichtung erhielt das Label „Entertainment Comics“, das fortan beibehalten wurde. Die "Entertainment Comics" standen für Erwachsenen-Unterhaltung der robusten und morbiden Art.
Nach Maxwell Gaines' Tod 1947 übernahm sein Sohn William Maxwell Gaines den Verlag. Er begann im Frühjahr 1948 das Programm dem Zeitgeist anzupassen und setzte auf Western, Krimis und Liebesromanzen. Er gewann mit Johnny Craig, Graham Ingels und Wallace Wood neue Zeichner und Al Feldstein als neuen Redakteur.
Der große Erfolg gelang mit der erneuten Programmumstellung auf den sogenannten „New Trend“ ab Frühjahr 1950. Das Ziel von EC Comics war fortan intelligente Unterhaltung, professionell geschrieben und künstlerisch umgesetzt von den ideenreichsten Zeichnern ihrer Generation. Kennzeichen des „New Trend“ waren ironischer Humor sowie unerwartete Wendungen am Ende einer Handlung (sog. „twist“). Dabei bediente man sich filmischer und literarischer Vorlagen, unter anderem kam es auch zu einer Reihe von Adaptionen von Kurzgeschichten Ray Bradburys.
Die EC-Hefte enthielten vier Kurzgeschichten, darunter die Titelgeschichte mit acht Seiten, zwei Geschichten mit jeweils sieben Seiten und eine mit sechs Seiten. Jede Geschichte wurde von einem anderen Zeichner illustriert. Die Leser konnten über die Geschichten abstimmen und ihre Meinung in Form von Leserbriefen einbringen.
Als einer der ersten Verlage veröffentlichte EC Horror- und Crime-Fantasy sowie Science-Fiction und stieß damit in eine Marktnische; gesellschaftliche Tabu-Themen wie Rassismus, Selbstjustiz, Drogensucht, Polizeikorruption und Antisemitismus wurden aufgegriffen. Zeitgleich gerieten Comics in den USA allgemein in eine öffentliche Diskussion. Der populäre Psychiater und Buchautor Fredric Wertham behauptete einen Zusammenhang von Comic-Konsum und Verbrechen. Zum Beleg nutzte Wertham auch Bilder aus den EC Comics. 1954 eskalierte die Debatte und nach Senatsanhörungen und staatlichen Untersuchungsausschüssen zum Thema „Comics und Gewalt“ wurde von Verlegerseite die Comics Code Authority gegründet, die über eine Selbstzensur der Comicbranche wachte. Drastische Gewaltdarstellungen und Reizbegriffe wie „Terror“ oder „Horror“ galten als tabu. Danach konnten keine weiteren Grusel-Comics mehr verkauft werden.

## Entwicklung des Verlags

### Pre-Trend (Frühjahr 1948 – Sommer 1950)
Die Bezeichnung „Pre-Trend“ ist sperrig und meint einfach alles, was vor dem „New Trend“ erschienen ist. Also eine Begriffsfindung im Nachhinein. Darunter fallen folgende Comicserien:
- Gunfighter (10 Ausgaben)
- Saddle Justice (6 Ausgaben), dann umbenannt in Saddle Romances (3 Ausgaben)
- Crime Patrol (10 Ausgaben)
- War Against Crime (11 Ausgaben)
- Moon Girl (6 Ausgaben), dann umbenannt in Moon Girl Fights Crime (2 Ausgaben)
- A Moon, A Girl, Romance … (4 Ausgaben)
- Modern Love (8 Ausgaben)

Die Heftzählung der nachfolgenden New-Trend-Comics folgte in manchen Fällen der Schlussnummer eines bisher existierenden Pre-Trend-Heftes. Beispiel: War Against Crime wurde mit Nummer 12 zu Vault Of Horror. Weird Science bekam die Nummerierung von Saddle Romances etc. Das hatte finanzielle Gründe. Die Verleger sparten an allen Ecken und Enden. Da die Neuanmeldung eines Titels Geld kostete (das hatte mit dem Postvertriebssystem der Vereinigten Staaten zu tun), versuchte man, Titel unter anderen Titeln fortzuführen. Dies trieb oft so kuriose Blüten (aus einer Romanze wurde ein Horrorheft), dass die Post manchmal kassieren kam, einen „Neustart“ verfügte und sich die Heftnummerierung deshalb abermals änderte. Aus diesem Grund wird in diesem Artikel die bloße Zahl der erschienenen Ausgaben erwähnt.

### New Trend (April 1950 – Februar 1955)
Die goldene Zeit der EC Comics. 1950 wurde noch mit Erzählformen und Zeichenstilen experimentiert, dann standen Mannschaft und Konzept. In den Jahren 1951, 1952 und 1953 lief der Verlag von Bill Gaines zu Hochform auf. Folgende Titel wurden aufgelegt.
- The Vault Of Horror (29 Ausgaben)
- Tales From The Crypt (30 Ausgaben, die ersten drei hießen noch The Crypt Of Terror)
- The Haunt Of Fear (28 Ausgaben)
- Weird Science (22 Ausgaben)
- Weird Fantasy (22 Ausgaben)
- Two-Fisted Tales (24 Ausgaben)
- Frontline Combat (15 Ausgaben)
- Crime SuspenStories (27 Ausgaben)
- Shock SuspenStories (18 Ausgaben)
- MAD (23 Ausgaben) – mit der #24 konvertierte MAD zu MAD Magazine
- Panic (12 Ausgaben)

In Crime, Fantasy, Science, Haunt und Crypt erschien in den Schlussausgaben eine EC-„Todesanzeige“ – „In Memoriam“. Herausgeber Gaines und sein Chefredakteur Feldstein schmissen sichtlich genervt, aber immer noch sarkastisch, die Brocken hin. „Ökonomisch taumeln wir am Abgrund. Die unbegründeten, ungerechtfertigten und hysterischen Vorwürfe … die wir für totalen Unfug halten … zwingen uns zur Kapitulation. Wir geben auf, wir haben’s satt! Wir vertrauen allerdings darauf, dass von nun an weniger Verbrechen geschehen werden.“ Alle New Trend-Serien wurden eingestellt.
Ausnahme: Weird Fantasy und Weird Science fusionierten zu Weird Science-Fantasy. Nach 7 Ausgaben erfolgte die Umbenennung in Incredible Science-Fiction (weitere 4 Ausgaben). Faktisch überlebte somit die EC Science Fiction den New Trend und wurde parallel zur New Direction fortgeführt.

### New Direction (März 1955 – Dezember 1955)
EC versuchte einen Relaunch. Dieses neu konzipierte Sortiment von Abenteuer- und Thrillergeschichten ging durch die verlegereigene Comicheftzensurbehörde CCA, um am Kiosk überhaupt noch ausgelegt zu werden. Der Haken daran: Das EC-Flair ging verloren, die Fans wendeten sich ab.
- Impact (5 Ausgaben)
- Valor (5 Ausgaben)
- M.D. (5 Ausgaben)
- Aces High (5 Ausgaben)
- Extra! (5 Ausgaben)
- Psychoanalysis (4 Ausgaben)
- Piracy (7 Ausgaben)

### Picto Fiction (September 1955 – Mai 1956)
Herausgeber Gaines startete ein Magazinformat zum Preis von 25 Cent. Somit ließ sich nämlich die Comiczensur, die nicht für Magazine galt, umgehen. Die Idee dieses Manövers sowie der Begriff „Picto Fiction“ soll von Zeichner Jack Kamen stammen.
- Shock Illustrated (2 Ausgaben)
- Crime Illustrated (2 Ausgaben)
- Terror Illustrated (2 Ausgaben)
- Confessions Illustrated (2 Ausgaben)

„Picto Fiction“ sind Textgeschichten mit Einzelbildern ohne Sprechblasen. Eine Art „Graphic Novel“”, oder in diesem speziellen Fall, „Graphic short story“. Auch dieser letzte Versuch scheiterte. Die letzte Ausgabe (Shock Illustrated #3) wurde noch in der Druckerei vernichtet.

## Genres von EC

### Science Fiction
Science Fiction war das heimliche Faible von den Machern Gaines und Feldstein. Obwohl die beiden Hefte Weird Science und Weird Fantasy kein großer Erfolg wurden, gab der Verlag seine Lieblingskinder nie auf. Die anderen Titel zogen diese Projekte mit durch. Für die Science Fiction wurden die Zeichner Orlando und Williamson rekrutiert. ECs Science Fiction bestach durch amüsante Spekulationen zur conditio humana – stets gespickt mit einer ironischen, teils gar sozialkritischen Pointe.
In „Judgement Day“ (Weird Fantasy #18) begutachtet ein irdischer Botschafter, unkenntlich in seinem Raumanzug, die Fortschritte auf dem Roboterplaneten Cybrinia, um über dessen Aufnahme in die galaktische Republik zu entscheiden. Er entdeckt jedoch, dass zwischen blauen und roten Robotern Apartheid herrscht, muss Cybrinias Anliegen verweigern und reist ab. Im Schlussbild nimmt der Mensch seinen Helm ab, und wir erkennen, es ist ein Schwarzer. Die Geschichte erschien im März 1953. Dutzende Leser gratulierten, darunter auch Ray Bradbury. Herausgeber Gaines legte sich knapp drei Jahre später zum letzten Mal mit der Comiczensur an – wegen des Nachdrucks von „Judgement Day“ in Incredible Science-Fiction #33. Der schwarze Raumfahrer hatte Schweiß im Gesicht und dieser sollte entfernt werden, so verlangte es die Behörde (die Story selbst hatten sie offensichtlich gar nicht gelesen). Gaines warf ihm das „F-Wort“ vor die Füße, druckte es und stellte alle Titel bis auf MAD ein, da seine Horror-Titel und alle Comics, auf dem das EC-Logo stand, nicht mehr an die Kioske ausgeliefert wurden. Dank MAD, welches kurz davor zum Magazin umgeändert wurde und ein großer Erfolg war, überlebte der Verlag.
Die Zukunftssatire „A Man’s Job“ in Weird Fantasy #12 erzählt davon, dass die Vereinigten Staaten handstreichartig zur Frauengesellschaft werden. Ein Rollentausch der Geschlechter, geschildert in allen Einzelheiten. Männer sind den Frauen hörig, müssen Haushalte führen und können nicht Auto fahren. Am Schluss verabschiedet sich der männliche Erzähler, weil er in den Kreißsaal geschoben wird, denn seine Wehen haben eingesetzt.

### Horror
Die Grusel-Comics waren die erfolgreichsten Titel von EC. Obwohl direkt mit drei Titeln aufgelegt, liefen die Horrorgeschichten von Anfang an. The Vault Of Horror, The Haunt Of Fear und Tales From The Crypt waren die langlebigsten Hefte des Verlags. Die EC-Gruselcomics nutzten Cross-Marketing: Jedes Heft hatte seinen eigenen „host“, seinen Gastgeber und Präsentator, der die Titel- und Schlussgeschichte ankündigte. Die zweite und dritte Geschichte gehörte dann jeweils einem Kollegen der beiden Schwestermagazine. Der „Vault Keeper“ stand der Vault Of Horror vor, der „Crypt Keeper“ wachte über seine Crypt (Of Terror), und die „Old Witch“ präsentierte ihre Haunt Of Fear.
Die Geschichten drehten sich um Geköpfte, die Rache suchten, um normale Menschen, die zu Monstern wurden, um Erbschleicher, die über Leichen gingen, um Zombies, die die Lebenden heimsuchten, um Metzger, die Menschenfleisch anboten und sogar um teuflische Geschwister, die als verkrüppeltes (quasi siamesisches) Körperteil ein Eigenleben führten – zum Beispiel in der von Ingels illustrierten Story „The Ventriloquist’s Dummy“. Der Schrecken geschah jedoch nie um des puren Grauens willen, sondern war meist Resultat eines perfiden Verbrechens, das auf übernatürliche Weise gerächt und mit gleichen Mitteln bestraft wurde. Dieses Prinzip der „Poetic Justice“ darf als Philosophie des EC-Universums gelten.
Die Horrorhefte verkauften sich so gut, dass 1954 eine vierte Reihe geplant und angekündigt wurde: The Crypt Of Terror. Sie erschien nicht mehr, da sämtliche Horrorcomics vom Markt genommen wurden. Erst Mitte der 60er Jahre nahm der Warren-Verlag mit den Comicserien Eerie und Creepy die EC-Tradition wieder auf.

### Krieg
Verantwortlich für die Herausgabe der beiden Kriegsserien war Harvey Kurtzman. EC erkannte das Talent seines Zeichners, und schon im Herbst 1950 beauftragte ihn Gaines mit der Konzeption eines weiteren Heftes, dem Abenteuercomic Two-Fisted Tales. Die Geschichten um Konquistadoren, Piraten und Feldherren wurden im folgenden Jahr zu Gunsten reiner Kriegscomics aufgegeben.
Die Handlung der Comics spielte im Koreakrieg (1950–1953), der entlang derselben politischen Fronten wie der spätere Vietnam-Krieg verlief. Kurtzman, der auch alle diese Geschichten schrieb, beschäftigte sich mit dieser Auseinandersetzung und schuf mit Two-Fisted Tales ab seiner vierten Ausgabe einen Anti-Kriegs-Comic. Das im Sommer 1951 anlaufende Schwestermagazin Frontline Combat war ebenso ausgerichtet.
Der Krieg bei EC war schmutzig, willkürlich, ungerecht. Soldaten beider Seiten starben sinn- und würdelos. Andere Kriegscomics am Kiosk glorifizierten die amerikanische Sache und erfreuten sich an sadistischen und rassistischen Phantasien. Nicht so Kurtzman und seine Mitstreiter. Die GIs waren oft nur Rädchen in der monströsen Maschinerie des Krieges. Die Kollateralschäden wurden sichtbar, viele Soldaten starben im sogenannten „Friendly Fire“.
Eine der prominenten Geschichten ist die von Kurtzman selbst gezeichnete 6-Seiten-Story Corpse on the Imjin (Two-Fisted Tales #25). Am Ufer des Imjin sitzt ein einsamer GI und isst seine Mittagsration. Er beobachtet einen vorübertreibenden Leichnam und gerät ins Grübeln, wie der arme Kerl wohl gestorben sein mag. Da springt ihn ein feindlicher Soldat an, beide liefern sich einen Nahkampf auf Leben und Tod. Am Ende treibt ein neuer Leichnam den Imjin hinunter. Die Geschichte schließt mit einem humanistischen Appell und einer lyrischen Klammer zum Anfang: „Have pity… for this man has lost that most precious possession that we all treasure above everything. He has lost his life! - Lightning flashes in the korean hills, and on the rain swollen Imjin, a corpse floats out to sea“. (Habt Mitleid, denn dieser Mensch hat das Wertvollste verloren, was uns über alles geht. Er hat sein Leben verloren. – Blitze lichtern über die koreanischen Hügel, und im regengeschwellten Imjin treibt ein Leichnam Richtung Meer.)
Auch erschienen in beiden Reihen einige Einzelgeschichten und insgesamt 3 komplette Sonderausgaben zum Thema „Civil War“. Hier wurden detailverliebt, ungeschönt und historisch akkurat Anekdoten und Eckdaten aus dem amerikanischen Bürgerkrieg (Sezessionskrieg 1861–1865) nacherzählt. Kurtzman wurde seit 1953 von seiner Arbeit für das sehr erfolgreiche MAD aufgefressen und gab Stück für Stück seine Kriegstitel auf. Vorgeschoben wurde jedoch das Ende des Koreakriegs. Frontline Combat wurde zum Jahresende eingestellt und die Two-Fisted Tales wechselten die Richtung. Für die 6 letzten Ausgaben (The New Two-Fisted Tales) übernahm Kollege John Severin das Ruder und konzentrierte sich auf Western, Krimi und Abenteuer.

### Spannung
Mit „Spannung“ sei die deutsche Übersetzung des Begriffs „Suspense“ gemeint, für die „Thriller“ zu kurz griffe. Denn jede Art von „Thrill“ wird behandelt. Die beiden EC-Serien heißen Crime SuspenStories sowie Shock SuspenStories (später gestartet, im Frühling 1952) – „SuspenStory“ ist hierbei ein Neologismus aus „Suspense-Story“.
In Crime beschäftigte sich EC mit dem Sektor des Verbrechens. Großen Ärger handelte sich der Verlag mit Johnny Craigs drastischen Titelbildern ein: Ein Mann jagt sich eine Kugel durch die Schläfe, ein Irrer schwingt ein Messer, eine Frau wird lebendig begraben, unter Wasser erwürgt, über Wasser erdrosselt, ein Erhängter schwingt an gebrochenem Nacken – und das berüchtigte Cover von Crime #22 zeigt den mit der Axt abgeschlagenen Kopf einer blonden Frau. Die dargestellten Verbrechen wurden fast immer aufgedeckt, die perfiden Pläne zerplatzten.
Die Shock SuspenStories präsentierten neben einer Grusel-, einer Horror- und einer Krimigeschichte auch eine „Schockgeschichte“ – dies waren moralhafte Parabeln mitten aus der US-amerikanischen Gesellschaft. Machenschaften des Ku-Klux-Klan, Polizeigewalt, Korruption, Rassenhass, Intoleranz, Sexualverbrechen und Drogensucht landeten in drastischen Bildern am EC-Pranger.

### Humor
Die generell bei EC waltende Ironie äußerte sich auch in Insider-Jokes: EC machte sich selber zum Thema. Redaktionsmitglieder standen Modell für Figuren, und in 8 Geschichten tauchten „Al und Bill“ als Protagonisten auf. Auch schrieb man rührend-spaßige „Origin Stories“, also Herkunftsgeschichten, für zwei Zugpferde des Verlags: den Crypt Keeper und die Old Witch.
Im Herbst 1952 war die Zeit gekommen für ein wirklich komisches „Comic“-Heft. MAD erschien und wurde im zweiten Jahr seines Erscheinens nicht nur ein durchschlagender Erfolg, der Gaines zum Millionär machte und den EC-Verlag vor dem Untergang rettete, sondern auch ein Heft, das die amerikanische Gesellschaft prägte und zu dem wurde, das man gemeinhin als „Institution“ bezeichnet.
Der talentierte Harvey Kurtzman wurde mit der Herausgabe von MAD beauftragt. Schon in Ausgabe #4 wurde Superman durch den Kakao gezogen, es folgten Parodien auf Tarzan, King Kong, Sherlock Holmes, Western und Science Fiction. Zeitgenössische Radio- und Fernsehshows wurden satirisch überhöht und als schamlose Kommerzveranstaltungen bloßgestellt. MAD eröffnete seinen Lesern einen anderen Blickwinkel auf die Wirklichkeit, streute die Saat der Subversion unters Volk und erwies sich als Schule des Humors, ohne die spätere Comedy-Formate wie die „Saturday Night Live“-Show vielleicht undenkbar gewesen wären.
MAD fand über ein Dutzend Nachahmer, und zum Jahresanfang 1954 brachte EC die „only authorized imitation of MAD“ heraus. Panic erlebte 12 Ausgaben und wurde dann eingestellt, weil Folgendes geschah: Kurtzman hatte im Frühjahr 1955 die Nase von Gaines‘ Verlagsführung voll, fühlte sich unterbezahlt und zu wenig respektiert. Er flüchtete vor EC – und nahm ausgerechnet die Stammzeichner Davis und Elder mit. MAD stand auf der Kippe. Als Retter in der Not agierte der bewährte Al Feldstein. Der war ein paar Wochen zuvor (aufgrund der finanziellen Misere und des Scheiterns der New Direction) entlassen worden – nun holte ihn Gaines rasch wieder an Bord. Und Feldstein steuerte MAD von Erfolg zu Erfolg. Wood und Orlando waren noch da, bis 1960 folgten neue Talente wie Don Martin, Bob Clarke, Al Jaffee, George Woodbridge und Mort Drucker. Auch Davis kehrte zu MAD zurück, allerdings erst 1965. Feldstein übrigens blieb volle 30 Jahre Chefredakteur bei MAD.

## Nachdrucke
Seit den frühen 70er Jahren gab es mehrere Anläufe zu einer Neuedition der EC Comics.
Die The Complete EC Library (1979–1988) enthält in 14 Schubern alle Titel des New Trend und der New Direction als großformatige Schwarz-Weiß-Reproduktionen der Original-Zeichnungen. Fast sämtliche dieser Blätter stammen aus dem Archiv des EC-Herausgeber Gaines. Die Ausgabe wurde später durch Bände der Picto Fiction-Reihe und einige Hefte der Pre Trend-Ära ergänzt.
In der Reihe The EC Annuals wurden alle New Trend / New Direction-Hefte in Jahresausgaben zusammengefasst. Jedes Annual enthält fünf Hefte. Diese in den 1990er Jahren erschienenen Ausgaben sind farbig und entsprechen in etwa der Originalgröße und -aufmachung.
Schließlich folgten The EC Archives als Hochglanzausgabe. Die Neukolorierung in etwas kleinerem Format als die Library-Bände erscheint seit 2006 und wird weiterhin fortgeführt.